# Маньківці
Манькі́вці — село в Україні, у Северинівській сільській громаді Жмеринського району Вінницької області. До 2020 центр Маньковецької сільської ради.
Розташоване за 12 км від міста Бар. На півдні село межує з селом Улянівка, на сході з селом Токарівка (Жмеринський район), на півночі з селом Стодульці (Жмеринський район) та на заході з селом Міжлісся.

## Історія села XVI–XIX ст.
Село Маньківці раніше носило назву Тягин. Назва села Маньківці походить від імені пані Маньки, яка проживала у маєтку в Чернятині. Очевидці розповідали, що юна пані жаліла бідних дітей, які юрбою бігли за каретою, коли вона проїздила через село. Пані завжди розсипала цукерки, а діти збирали і дякували її. Після її смерті село Тягин було перейменовано в Маньківці. Перша згадка про село Маньківці зустрічається на початку XVI ст. Коли польська королева Бона Сфорца отримала 1537 році у власність Барське староство, вона для округлення своїх володінь виміняла в 1539 році Маньківці у Яна Свірча (Івана Свєрча) на Гусятин і Кутківці. В тому ж столітті в 60-х роках виникло питання, що цей обмін зроблено неправильно, оскільки Свєрч отримав Маньківці як спустошене село. В 1567 виникло питання по заселенню села Маньковець.
Маньківці належали до Барського староства і були переважно власністю панів Виговського, Любомирського і Понінських. В кінці
XIX ст. власниками Маньковець були католики Домскіє, на початку XX ст. належали — Вітославському, а потім власницею села стала М.Львова. Більшість жителів села українці, займаються землеробством, а також працюють на винокурні пані Львової. Було в селі також кілька ткачів, столярів, ковалів. В 1765 році був збудований дерев'яний храм на кошти прихожан, присвячений Покрові Пресвятої Богородиці. В 1882 році храм був розібраний. Зведено нову церкву на кошти прихожан, яких було зібрано близько 5000 карбованців. В храмі є ікона в срібній ризі, куплена на кошти А.Петрова.
З 1874 року в Маньківцях відкрили міністерське однокласне училище, замість існуючої тут з 60-х років церковної школи. В 1898 році відкрита школа грамоти для дівчат. В 1789 р. в Маньківцях був побудований Тринітарський (Троїцький) костел летичівським суддею Юзефом Демським.

## Соціально-економічний і культурний розвиток у XX ст.
Дореволюційне село Маньківці, як і інші села України, являло собою убоге поселення з вічними злиднями і нуждою. Воно, як і сусідні села, Токарівка і Чернятин, належали пану Львову, що проживав у Чернятині (Жмеринського району). Селом розпоряджалися економ Борисов, який жив у приміщені теперішньої школи та управитель Аверін, що квартирував у приміщені теперішнього сільського клубу. Будівлі і хати в селі були вкриті соломою, лише хати пізніше розкуркулених Диякона Миколи, Івахна Івана і Ткачука Прокопа були під бляхою, і одна чи дві хати на все село були під черепицею. В центрі села виділялися панська конюшня, комори, винокурний завод, земська лікарня, костьол, хата пана і ксьондза. В селі було двокласне училище де навчалося до 40 дітей, де працювали два вчителі Мітлаш і Гушло. В центрі села на самому видному місці розташована церква. За Ленінським декретом 1917 року селяни одержали землю, худобу. Але ця радість була не довгою. Більшовицька війна з УНР спустошила сільське господарство села. Посівна площа скоротилась приблизно на 1/3, а збір зерна — на 30%.
Після закінчення Першої світової війни, у досить важких умовах, жителі району взялись за швидку відбудову і піднесення сільського господарства. В Маньківцях в 1919 р. з'являється перший партійний осередок на чолі з секретарем партосередку, першим комуністом села Никитюком Леонтієм Панасовичем. Партійна ячейка складалася з трьох комуністів, серед них був Бекас Яків Григорович. Невдовзі «петлюрівці» жорстоко катували Л. Никитюка в лісі урочища «Дубина». Пізніше тіло його було перевезене на сільське кладовище і поховано з почестями. Кожного року навесні комуністи, комсомольці з прапорами приходили до могили першого комуніста села на вшанування його пам'яті.
В селі створюються перші комітети бідноти, які сприяли колективізації села. Першим головою комнезаму була жінка — Коваленко Юстина, активні комнезамовці — Пастушина Оляна, Никитюк Григорій, Кутняк Яків, Кривий Василь та інші. В 1923 р. в селі створюється перша сільськогосподарська артіль «Сніп», куди ввійшло 12 господарств. Першими ввійшли до складу цього господарства Асаулов Василь, Асаулов Аксентій, Мукоїд Пилип, Сплема Харитон, Коваль Афанасій, Хоменко Григорій, Велічко Коземір, Коваленко Микола, Коваленко Микита, Сафігіна Оляна, Сіжанський Василь. Першим головою «Снопа» був Коваленко Микита.
Після ухвалення в 1927 р. на XV з'їзді партії рішення про суцільну колективізацію сільського господарства і ліквідації куркульства як класу, на території Маньковець в 1929 р. створюється 3 господарства — т.з. СОЗ (спільний обробіток землі): СОЗ імені Леніна (перший його керівник Гадасюк Онисько), СОЗ імені Ворошилова (керівники Коваленко, Ободовський) і СОЗ «Сніп».
Завдяки діяльності комсомольської організації і його секретаря Сафігіна Константина Михайловича, а також парторганізації на чолі із Сафігіним Констянтином Михайловичем в 1930 р. СОЗи в Маньківцях було об'єднано в колгосп «Комінтерн». Першим його головою був Ободовський. Знаряддя і худоба «куркулів» були передані в колгосп. Незадоволені розкуркуленням в жовтні 1929 року, коли відбувався пленум сільської ради, з-за рогу вбили з обріза голову сільради комуніста Безпалька Бориса Яковича. Його похоронили на подвір'ї теперішньої середньої школи, могилу обгородили ажурною загорожею. Велике значення для колгоспного ладу мало створення в 1930–1934 роках в районі Барської МТС, яка забезпечила колгосп технічною базою і сприяла швидкому розвитку і зміцненню колгоспу. В селі з'явилась перша автомашина — полуторка в 1937 р. Шофером її був Кутнюк Олександр Артемович, потім з'явились ще дві автомашини, косарки і жниварки. В селі з'являються трактори, створюються свої кадри механізаторів, піднялась культура землеробства, врожаї. Так зернових збирали по 11 — 15 ц. з га, цукрових буряків 60 — 70 ц. з га. В 1930–1937 р.р. в країні розгортаються масові рухи за виконання п'ятирічки за 4 роки. В селах Вінниччини розгортається рух п'ятисотенців. Ініціатором його була Вероніка Демчек — ланкова п'ятисотенців. Рух п'ятисотениць привів до збільшення врожаю в Маньківцях у 1940 році до 125–130 ц. буряків з га. Першою п'ятисотницею була Чайка Настя. Напередодні Німецько-радянської війни в селі були найвищі врожаї всіх культур в порівнянні з минулими роками. Підвищився матеріальний добробут країни, а також колгоспників. Так, в 1940 р. колгоспникам було видано на трудодні по 3 — 4 кг хліба.
Головою тоді був Тарнашинський Іван Людвікович. В цей час значно піднялась культура землеробства, додержання правил техніки. Було введено сівозміну, посів багаторічних і озимих трав, що дало можливість значно підвищити врожаї і забезпечити тварин кормами. Поголів'я тварин на селі досягло рівня 1913 р., а продуктивність збільшилась в 2,5 рази. Середній надій молока в 1940 році на одну фуражну корову становив 1100 літрів.
У роки Німецько-радянської війни село було окуповано з 16 липня по 23 березня 1944 року. Територія села підпала під румунську окупацію. Під час окупації в село з полону втік Баранов Іван. Його до себе в дім прийняла Шпирко Єфросинія Іванівна. Проте невдовзі його схопила румунська жандармерія. Він був арештований і відправлений в Тирасполь на суд. В цей час йому активно допомагав Барда Сергій Йосипович, який згодом 23 серпня 1946 був репресований, та загинув у Дубравлазі 22 травня 1951, доля його була невідома протягом 15 років. Він неодноразово відправляв Баранову Івану 2 кг сухарів, цукор, борошно, сіль, пачку махорки, також розповсюджував серед жителів села партизанську газету. Відомо, що у 1943 році поблизу села був підірваний нацистський потяг. Сільське господарство прийшло у занепад, тварини знищені і вивезені. В порівнянні з 1941 роком тваринництво зменшилось в 5 разів, а урожайність в 1,5 рази. Сільське господарство села в основному було відбудовано до 1950 року, коли були відновлені довоєнні посівні площі і поголів'я худоби. Починаючи з 1953 року загальна площа закріплених земель за колгоспом становила 1889 га, у тому числі орної землі — 1648 га, садів — 111,5 га, непридатної землі — 125 га. Завдяки доброму і своєчасному обробітку ґрунту середній урожай по колгоспу з року в рік збільшувався. Колгосп мав 15 тракторів, 4 комбайни, 11 автомобілів, 2 кукурудзяних, 2 бурякових комбайни, 2 буряконавантажувачі, 2 зерноочисні машини і т.і. Діти колгоспників з 1957 року почали навчатися у середній школі. До 1957 року вона була семирічною і вперше створилася в 1920 році. З 1957 р. в селі почала функціонувати бібліотека, фонд якої становила 591 книга. Силами художньої самодіяльності влаштовувалися концерти, виступи на художніх оглядах. Село було повністю електрифіковане і радіофіковане. На кінець 70-х років в селі налічувалося 48 телевізорів, понад 100 радіол, 284 радіоточки, стаціонарна кіноустановка в клубі і кіноапарат в школі. В селі нараховувалося понад 100 велосипедів, 30 мотоциклів і одна! легкова автомашина. Всі хати були перебудовані: із 680 дворів, що були у селі, 420 будинків на той час вважалися новими. Було 4 крамниці, функціонували побутові майстерні, поштове відділення і фельдшерський пункт. Кожен колгоспний двір передплачував за 2-3 газети або журнали. На обліку у сільській бібліотеці було 560 читачів. Культурно-масова робота проводилася в сільському клубі, розрахованому на 300 місць. Там працювали драматичний і хоровий гуртки. Колгоспники взимку навчалися в агрошколах, політшколах, якими керували агрономи і зоотехніки. Регулярно працювала лекторська група вінницького тваринництва «Знання», де працювали 22 лектори. Понад 10 років виходила друком багатотиражна газета «Зоря комунізму», яка передусім висвітлювала колгоспне життя.
В селі працює  Маньковецька ЗОШ І-ІІІ ступенів.
17 липня 2020 року, в результаті адміністративно-територіальної реформи та ліквідації Барського району, село увійшло до складу новоутвореного Жмеринського району.

## Голодомор
Під час другого голодомору у 1932–1933 роках, проведеного радянською владою, загинуло 2 особи. Але точна кількість жертв, через відсутність документів невідома. Старі люди подейкують, що в селі жила жінка, яка через відсутність їжі, з'їла свою дочку, примовляючи: "Тобі так буде краще".

## Історія бібліотеки
Сільська бібліотека села була заснована в 1932–1933 роках (відомості про засновників не збереглися). Закладом керували:
1945–1950 рр. — Бубновська Марія;
1950–1955 рр. — Вівсяний Єдуард;
1955–1964 рр. — Пилипенко Василина;
1964–1976 рр. — Щукіна Надія Миколаївна;
1976–1998 рр. — Гадасюк Надія Кирилівна;
з 1998 р. — Тарасюк Олена Василівна.
У зв'язку з аварійним становищем приміщення бібліотеки було переміщено в приміщення шкільної бібліотеки, яка у свою чергу була заснована в 1947 році. Її фонд становили книги, що були зібрані у населення. Першим бібліотекарем школи була Руда Федора. У шкільній бібліотеці проводилися тематичні виставки.
Кожного року в селі проводиться свято Івана Купала.

## Пам'ятки

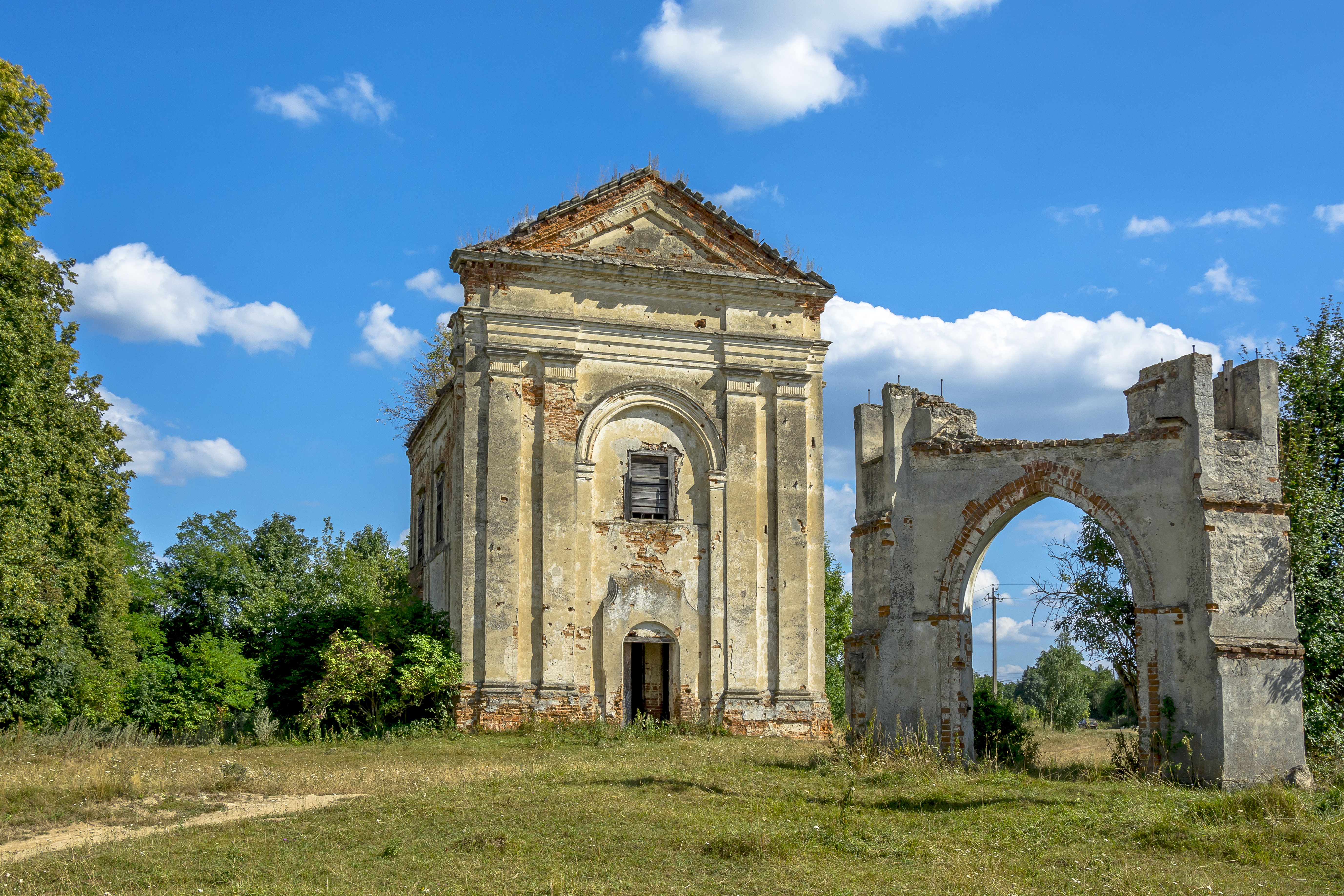
Костел святої Трійці

Костел святої Трійці. Храм засновано 1763 року — ктитор поміщик Йосип Дембський. Новий мурований костел святої Трійці збудовано 1789 року.
Церква Покрови. Храм засновано 1765 року. 1882 року дерев'яну церкву розібрали. Нову церкву збудували 1882 року з використанням старого матеріалу. Старий іконостас 3-ярусний.
У селі діє дитячий санаторій «Зелений гай».

## Видатні уродженці
- Бубновський Микита Дмитрович — Герой Соціалістичної Праці.
- Шумигора Іван Іванович — один із засновників і організаторів Української-національно-козацької партії в 1924 році.

## Відомі мешканці
- Водзяновський Роман Анатолійович (19.09.1989 — 13.01.2023) — солдат ЗСУ, учасник Російсько Української війни